# Ramon Miles
Ramon Miles (* 11. November 1986 in Klagenfurt am Wörthersee; eigentlich Roman Mischitz) ist ein österreichischer Musiker und Singer-Songwriter.

## Biografie
Ramon Miles (bürgerlich: Roman Mischitz) begann Ende der 90er als Musiker in verschiedenen Bands. Seine erste Bühnenerfahrung machte er im Jahr 2002 als Gitarrist der Poppunkband Thirteen welche sich später in Thirteen Days umbenannte.
Er unternahm Club- und Festivalshows durch Europa und war als Sänger, Songwriter und Gitarrist an mehreren produzierten Alben der Alternative-Rockband Thirteen Days (2008–2015) beteiligt. Bei der der Wiener Punkband Gogets fungierte er von 2014 bis 2016 als Bassist. 2015 entschied er sich, als Solomusiker aktiv zu werden.

### Heavy Storms
Nach über zwei Jahren Vorbereitung und rund 60 Konzerten in dieser Zeit begann nebenbei die Arbeit an seinem Debütalbum Heavy Storms, das am 1. Juni 2018 bei dem Label Koschu Music Group erschien. Ramon Miles komponierte und arrangierte dabei alle Songs selbst. Auf dem von dem Italiener Francesco Catitti produzierten Album wird er von einer fixen Band begleitet, mit der er live als Ramon Miles & the Wise Monkeys auftritt.
Die erste Singleauskopplung Imagination wurde im Juni 2017 veröffentlicht. Es folgten Heavy-Rotations bei Radiosendern in Österreich und Deutschland. Zudem wurde er im Februar 2018 mit dem Song zum „Newcomer des Monats“ bei Big FM Deutschland gekürt. Nach diesem Erfolg veröffentlichte der Musiker im Herbst 2017 seine zweite Single Radiate.

## Diskografie

### Alben
- 2018: Heavy Storms

### Singles
- 2017: Imagination
- 2017: Radiate

## Auszeichnungen
- 2018: Newcomer des Monats – Big FM